# Rede geossocial

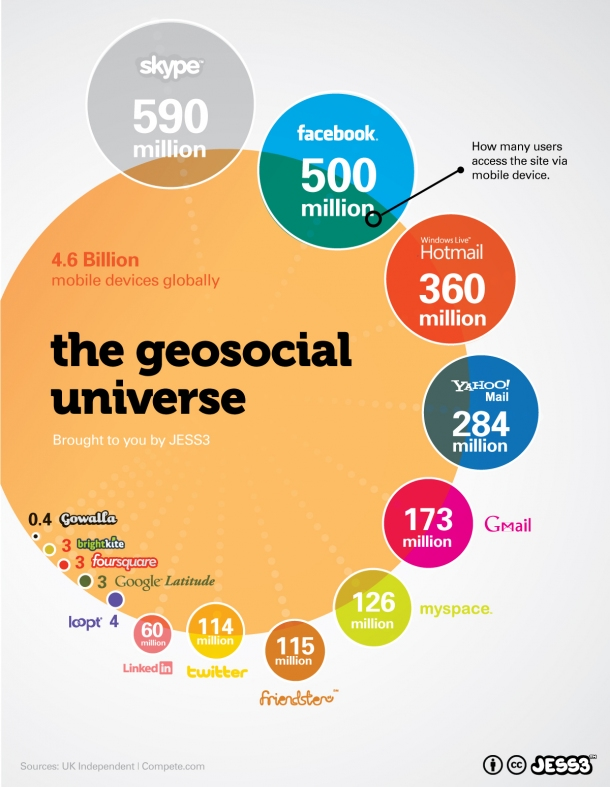
Infografia sobre redes sociais e redes geossociais.

Uma rede geossocial é um tipo de rede social que inclui funcionalidades relacionadas com a georreferenciação, tais como a geocodificação ou a geoetiquetagem. Estas redes permitem aos seus utilizadores uma dinâmica social adicional à que existe em outras redes sociais, porque usam ou promovem a interação com base no lugar onde se encontrem esses utilizadores.
A georreferenciação pode ser feita nas redes sociais graças à localização do endereço IP, à triangulação de um hotspot (zona de cobertura Wi-fi), à localização do telemóvel / telefone celular ou à informação enviada pelo próprio utilizador.
Um exemplo de rede geossocial é a Foursquare lançado em 2009 nos Estados Unidos. Existem outras empresas similares, como a Gowalla, fundada em 2007 em Austin, Texas, também nos Estados Unidos. A Facebook lançou em 2010 a função "places", que permite fazer entradas ou check-ins num sítio específico com o telemóvel / telefone celular, convertendo-se formalmente numa rede com funcionalidades de rede geossocial.

## História
A evolução geossocial foi iniciada com a implicação social das Interfaces de programação de aplicações por parte das empresas de Internet no início de 2000.
Em 2007 foram criados serviços como o Gowalla, cujos autores previamente criaram um serviço de notificação via SMS chamado Loopnote, atualmente adquirido pela rede social Limbo.
Em agosto de 2008 foi lançado um serviço similar chamado Fire Eagle, pertencente à Yahoo! mediante o qual um utilizador pode autorizar a outros serviços o acesso à sua localização em sítios web habilitados.
A Foursquare começou em 2009 com disponibilidade limitada a 100 áreas metropolitanas em todo o mundo. Em janeiro de 2010, a Foursquare mudou a forma de localização para permitir entradas (check ins) em qualquer local do mundo. Em janeiro de 2011, o serviço estava disponível para 6 milhões de utilizadores registados a nível mundial.
Em 1 de fevereiro de 2011 a Google possibilitou check-ins na sua aplicação Google Latitude.